# Thingstätte (Bassum)
Die Thingstätte in Bassum an der Amtsfreiheit im Südosten der Freudenburg könnte im frühen Mittelalter entstanden sein.
Die Thingstätte steht als Baudenkmal unter Denkmalschutz, die Thingstätten-Linde auch als Naturdenkmal unter Naturschutz (siehe Liste der Baudenkmale in Bassum).

## Geschichte
In dem Gebiet lebten früher die germanischen Stämme der Chauken (Cauci minores) und der Angrivarier. Ab 300 n. Chr. wanderten Sachsen in die Region ein. Sie organisierten die Region politisch in Gaue mit Thingverfassungen.
Die mittelalterliche Thingstätte war ein Platz, an dem von der Mitte des 5. bis ins 9. Jahrhundert Volks- und Gerichtsversammlungen nach den Germanischen Stammesrechten abgehalten wurden. Der Thing diente zu genau festgelegten Zeiten der politischen und rechtlichen Meinungsfindung an einem zentralen Ort, wie hier im Parkgebiet der Freudenburg bei der Amtsfreiheit. Ein Steinkreis auf einer leicht erhöhten Fläche markiert den Bereich des Things. Es wurde aber wissenschaftlich bezweifelt und es kann nicht belegt werden, ob dieser früher eher sumpfige Ort tatsächlich eine Thingstätte war und hier eine Thing-Eiche stand.
Die weltliche Gewalt der Things ging um 800 n. Chr., nach der Eroberung durch die Franken unter Karl dem Großen, auf die Grafen über. Freigerichte (Adel) und Go-Gerichte (Bürger) übernahmen danach diese Aufgaben. Wahrscheinlich stand an diesem Ort deshalb eine Landgerichts-Eiche.
An den Thingstätten standen zumeist Eichen oder Linden. Eine etwa 150 Jahre alte Linde fiel hier am 13. Sept. 2017 einem Herbststurm zum Opfer.